# Sami al-Hinnawi
Coronel Sami Hilmy al-Hinnawi (1898 - 30 de outubro de 1950) (em árabe: محمد سامي حلمي الحناوي) foi um político e militar sírio. Nasceu em Alepo e serviu no exército otomano antes de servir no exército sírio-francês durante o Mandato Francês da Síria.
O coronel al-Hinnawi derrubou o regime militar do presidente sírio, Husni al-Za'im em agosto de 1949 com a ajuda de colegas do Partido Social Nacionalista Sírio, incluindo Adib al-Shishakli. Após o golpe, ele rapidamente ordenou que al-Za'im e o primeiro-ministro Muhsin al-Barazi fossem levados a prisão de Mezze em Damasco, onde ambos foram executados diante do filho de Muhsin al-Barazi.
Al-Hinnawi foi então instalado como chefe de uma junta militar, mas al-Shishakli permaneceu como o homem forte dos militares. Em 1949, Shishakli realizou outro golpe de Estado (o terceiro naquele ano), reforçando a sua ditadura. Em 30 de outubro de 1950, foi assassinado em Beirute, no Líbano, por Hersho al-Barazi, um primo de Muhsin al-Barazi.